# Siêu cúp bóng đá Tahiti
Siêu cúp bóng đá Tahiti (hay Coupe des Champions) là một trận đấu diễn ra giữa đội bóng vô địch Giải bóng đá hạng nhất quốc gia Tahiti và đội bóng vô địch Cúp bóng đá Tahiti.

## Danh sách đội bóng vô địch
| Năm           | Đội vô địch      | Tỉ số          | Đội á quân       | Ref. |
| ------------- | ---------------- | -------------- | ---------------- | ---- |
| 1967          | AS Fei-Pi        | 3–0            | AS Central Sport |      |
| 1968 1969     | Không tổ chức    | Không tổ chức  | Không tổ chức    |      |
| 1970          | AS Fei-Pi        | 6–1            | AS Arue          |      |
| 1971 ... 1994 | Không rõ         | Không rõ       | Không rõ         |      |
| 1995          | AS Vénus         | thắng          | AS Central Sport |      |
| 1996          | AS Pirae         | thắng          | AS Manu-Ura      |      |
| 1997          | AS Dragon        | 2–0            | AS Vénus         |      |
| 1998          | Không rõ         | Không rõ       | Không rõ         |      |
| 1999          | AS Vénus         | thắng          | ?                |      |
| 2000 ... 2006 | Không rõ         | Không rõ       | Không rõ         |      |
| 2007          | AS Tefana        | 3–1            | AS Manu-Ura      |      |
| 2008          | AS Manu-Ura      | 0–0 (5–4, pen) | AS Tefana        |      |
| 2009 ... 2013 | Không rõ         | Không rõ       | Không rõ         |      |
| 2014          | AS Tefana        | 3–2            | AS Pirae         |      |
| 2015          | Không rõ         | Không rõ       | Không rõ         |      |
| 2016          | AS Dragon        | 2–1            | AS Tefana        |      |
| 2017          | AS Tefana        | 4–2            | AS Dragon        |      |
| 2018          | AS Central Sport | 5–4            | AS Dragon        |      |